# Sant Pau de Terrassola
Sant Pau de Terrassola és una església romànica de Lladurs (Solsonès) protegida com a Bé Cultural d'Interès Local.

## Descripció
Restes d'una antiga església romànica situada en un entorn boscós al Pla dels Roures del nucli de Terrassola al municipi de Lladurs. L'església és de planta rectangular amb coberta a dues aigües que està en part ensorrada. Al frontis destaca elevant-se del conjunt la torre del campanar de planta quadrada amb teulada de pavelló, al pis superior de la qual s'obren a cada costat una obertura d'arc de mig punt adovellat. El parament és de carreus disposats en filades i presenta restes d'arrebossat. Un dels murs està reforçat amb una sèrie de contraforts. L'interior en estat d'abandonament i ruïnes té una volta apuntada i presenta restes de l'emblanquinat pintat imitant el sòcol i carreus.

## Història
Datada possiblement als segles x i xi amb diverses reformes posteriors. A partir de l'any 1151 diversos documents indiquen que l'església pertanyia a Santa Maria de Solsona. A inicis del segle XX el conjunt parroquial resta aïllat pel despoblament de les cases veïnals i el 1909 s'uneix a la parròquia de Timoneda. Es van fer un seguit de reformes a l'església allargant la planta, substituint l'absis romànic per l'actual, elevant la nau i reforçant el tram del mur romànic amb contraforts. Després de la guerra civil espanyola 1936-1939 les dues campanes que hi restaven van ser traslladades al campanar de Solsona.